# 당신의 프렌즈 이다경입니다
《당신의 프렌즈 이다경입니다》는 대한민국의 방송국 국방FM에서 주말 밤 8시부터 9시 55분까지 방송했던 라디오 음악 전문 프로그램이다.

## 역사
2019년 4월 13일에 방송시작하여 2021년 10월 31일 자로 2년만에 종영했다.

## 코너

### 토일 코너
- 배우는 배우다
- 무비 앤 트립
- 오늘 뭐 듣지?
- 영화의 참견

## 진행
- 이다경